# Alexandra de Danemark
Pour les articles homonymes, voir Alexandra du Royaume-Uni.
Titres
Reine consort du Royaume-Uni et des dominions britanniques, impératrice consort des Indes
22 janvier 1901 – 6 mai 1910
(9 ans, 3 mois et 14 jours)
Héritière consort du trône britannique
20 mars 1867 – 22 janvier 1901
(33 ans, 10 mois et 2 jours)
Signature
Alexandra de Danemark (en danois : Alexandra Carolina Marie Charlotte Louise Julia af Danmark), princesse de Danemark puis, par mariage, reine consort du Royaume-Uni et impératrice des Indes, est née le 1er décembre 1844 au palais Jaune, à Copenhague au Danemark, et morte le 20 novembre 1925 à Sandringham House, au Royaume-Uni. Épouse du roi Édouard VII, elle règne avec lui de 1901 à 1910. 
Issue d'une branche cadette de la maison d'Olbenbourg, Alexandra voit son rang évoluer lorsque, en 1852, son père, le prince Christian de Schleswig-Holstein-Sonderbourg-Glücksburg, fut choisi pour succéder à son cousin germain, Frédéric VII, comme roi du Danemark. En 1862, la princesse est choisie comme épouse pour le prince de Galles Albert Édouard, fils et héritier présomptif de la reine Victoria. Le couple se marie dix-huit mois plus tard, en 1863, année où le père d'Alexandra devient roi du Danemark sous le nom de Christian IX et où son frère Guillaume est nommé roi de Grèce sous le nom de George Ier.
Alexandra reste princesse de Galles de 1863 à 1901, un record. Belle et populaire, elle devient une icône de mode et une figure humanitaire importante du fait de son implication dans les œuvres caritatives. Exclue de tout pouvoir politique, elle tente en vain d'influencer l'opinion des ministres britanniques et de la famille de son mari en faveur des intérêts grecs et danois et se consacre plutôt à sa famille et à ses passions comme la danse, le patinage, l'équitation et la chasse, ce dernier passe-temps lui valant les critiques de sa royale belle-mère. 
À la mort de la reine Victoria, en 1901, Édouard VII et Alexandra accèdent au trône. Devenue reine mère en 1910, Alexandra meurt en 1925, à l'âge de 80 ans.

## Famille
Alexandra est la première fille du roi Christian IX de Danemark (1818-1906), surnommé le « Beau-père de l'Europe » et de son épouse, la princesse germano-danoise Louise de Hesse-Cassel (1817-1898). Elle est donc la sœur de nombreux nombreux souverains et prétendants européens, parmi lesquels le roi Frédéric VIII de Danemark (1843-1912), le roi Georges Ier de Grèce (1845-1913), la tsarine Maria Feodorovna de Russie (1847-1928) et la princesse héritière titulaire Thyra de Hanovre (1853-1933).
Le 10 mars 1863, Alexandra épouse, à Londres, le futur roi Édouard VII du Royaume-Uni (1841-1910), fils de la reine Victoria du Royaume-Uni (1819-1901) et du prince consort Albert de Saxe-Cobourg-Gotha (1819-1861) 
De l'union d'Alexandra et Édouard naissant six enfants :
- Albert Victor de Galles (1864-1892), duc de Clarence, qui se fiance en 1891 à la princesse Mary de Teck (1864-1953). Sans postérité ;
- George V du Royaume-Uni (1865-1936), roi du Royaume-Uni et empereur des Indes, qui épouse en 1893 la princesse Mary de Teck (1864-1953). D'où six enfants, dont les rois Édouard VIII et George VI du Royaume-Uni ;
- Louise du Royaume-Uni (1867-1931), princesse royale et duchesse de Fife, qui épouse en 1889 le duc Alexander Duff. D'où trois enfants ;
- Victoria du Royaume-Uni (1868-1935), sans alliance ni postérité ;
- Maud de Galles (1869-1938), reine consort de Norvège, qui épouse en 1898 le roi Haakon VII de Norvège (1872-1957). D'où un enfant, le roi Olav V de Norvège ;
- Alexander John du Royaume-Uni (6 avril 1871-7 avril 1871), sans alliance ni postérité ;

## Biographie

### Famille et jeunesse (1844-1863)

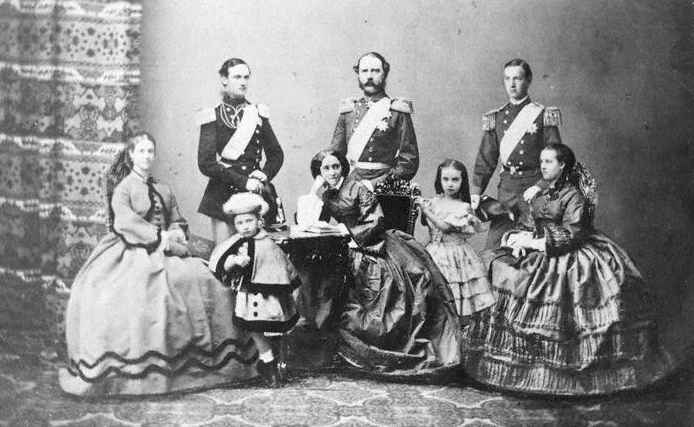
Alexandra et sa famille en 1862. De gauche à droite : Dagmar, Frédéric, Valdemar, Christian IX, Louise de Hesse-Cassel, Thyra, Georges et Alexandra.

La princesse Alexandra (dite Alix) naît le 1er décembre 1844 à la résidence de ses parents, le palais Jaune, situé près du palais d’Amalienborg, résidence principale de la famille royale de Danemark au centre de Copenhague. Elle est le second enfant et la première fille du prince Christian de Schleswig-Holstein-Sonderbourg-Glücksbourg et de la princesse Louise de Hesse-Cassel. Elle a cinq frères et sœurs : Frédéric, Georges, Dagmar, Thyra et Valdemar.
La famille de son père est une branche cadette de la Maison d'Oldenbourg, la famille royale de Danemark. Bien que de sang royal, la famille mène une vie relativement modeste. Elle ne possède pas de grandes richesses, la pension militaire du père s'élevant à environ 800 livres par an, et sa maison est mise à sa disposition gratuitement par la famille royale. Occasionnellement, Hans Christian Andersen est invité à venir raconter des histoires à la fratrie.
En 1848, Christian VIII de Danemark meurt et son fils unique Frédéric lui succède. Frédéric, après deux mariages, n'a pas d'enfant, et est supposé stérile. Une crise de succession survient alors car Frédéric règne à la fois sur le Danemark et le Schleswig-Holstein, et les règles de succession de chaque territoire diffèrent. Au Holstein, la loi salique empêche l'héritage par la lignée féminine, alors qu'aucune restriction de ce type ne s'applique au Danemark. Le Holstein, majoritairement allemand, proclame son indépendance et appelle la Prusse à l'aide. En 1852, les puissances européennes se réunissent pour discuter de la succession danoise et pour signer le traité de Londres. Un accord fragile est trouvé, et il est convenu que le prince Christian de Schleswig-Holstein-Sonderbourg-Glücksbourg devienne l'héritier de Frédéric dans tous ses domaines, et les autres prétendants, y comprit la belle-mère de Christian, Louise-Charlotte de Danemark, son beau-frère Frédéric de Hesse-Cassel et sa propre femme, sont écartés,.
Le prince Christian reçoit le titre de prince de Danemark et la famille emménage dans une nouvelle résidence officielle, le palais de Bernstorff. Bien que la famille ait désormais un statut plus élevé, ses revenus n'augmentent pas et elle ne participe pas à la vie de cour, refusant de rencontrer la troisième épouse et ancienne maîtresse de Frédéric, Louise Rasmussen, parce qu'elle a eu un enfant illégitime d'un précédent amant. Alexandra partage une chambre mansardée avec sa sœur Dagmar, fait ses propres vêtements et sert à table avec ses sœurs. Les deux sœurs reçoivent des cours de natation de la pionnière suédoise de la natation féminine, Nancy Edberg (en). Alexandra apprend l'anglais avec l'aumônier anglican de Copenhague. Elle est confirmée avec son frère, le prince Frédéric, à la chapelle royale du palais de Christiansborg le 19 octobre 1860. Elle est très pieuse et suit la pratique de la Haute Église après sa conversion à l'anglicanisme.

### Princesse de Galles (1863-1901)
L'avenir matrimonial du fils aîné de la reine Victoria et du prince-consort Albert de Saxe-Cobourg-Gotha, le prince de Galles Albert-Édouard dit « Bertie », 19 ans, est pour ses parents une source d'inquiétude. Ils demandent à leur fille, Victoria, princesse héritière de Prusse, d'établir une liste des candidates convenables. Alexandra n'est pas le meilleur choix d'un point de vue politique, car les Danois sont en froid avec les Prussiens, et la plupart des membres et alliés de la famille royale britannique sont allemands. Finalement, après avoir rejeté d'autres possibilités, la reine, conquise par le charme et les qualités de la princesse qui, espère-t-elle saura apprivoiser son successeur, la reconnaît comme "la seule pouvant être choisie" .
Le 24 septembre 1861, la princesse Victoria présente son frère à Alexandra à Speyer. Le 9 septembre 1862, après sa liaison avec l'actrice Nellie Clifden et la mort de son père, Albert-Edouard demande Alexandra en mariage au château de Laeken, la résidence de son grand-oncle le roi Léopold Ier de Belgique . Quelques mois plus tard, Alexandra se rend en Grande-Bretagne à bord du yacht royal Victoria and Albert et arrive à Gravesend, dans le Kent, le 7 mars 1863 .
Charles Thomas Longley, archevêque de Canterbury, marie le couple le 10 mars 1863 en la chapelle Saint-Georges de Windsor. Le choix du lieu est largement critiqué. La cérémonie se déroulant à l'extérieur de Londres, la presse se plaint que le grand public ne peut assister au spectacle. Les futurs invités le trouvent difficile d'accès et, le lieu étant petit, certaines personnes qui s'attendent à des invitations n'en reçoivent pas et sont déçues. Les Danois sont consternés car seuls les plus proches parents d'Alexandra sont invités. La cour britannique étant toujours en deuil du prince Albert, les dames sont donc limitées à porter du gris, du lilas ou du mauve . Alors que le couple quitte Windsor pour sa lune de miel à Osborne House sur l'île de Wight, il est acclamé par les élèves du collège d'Eton .

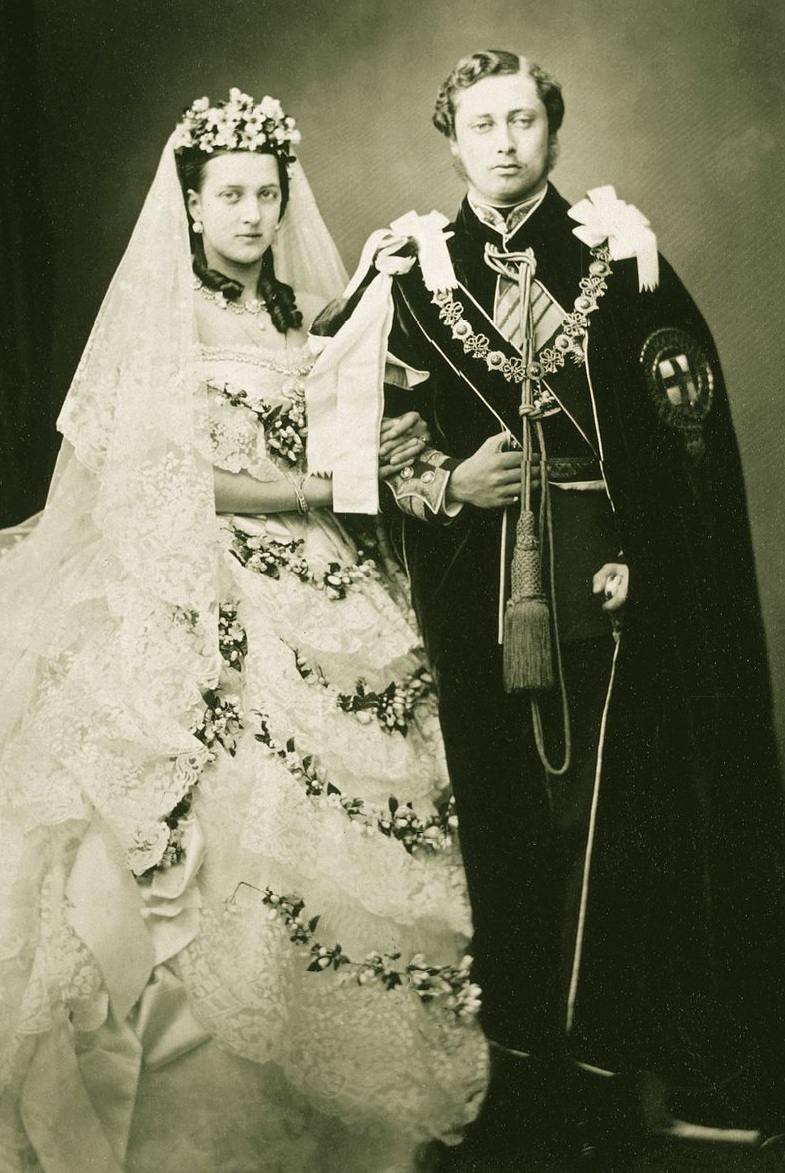
Le prince et la princesse de Galles le jour de leur mariage.

1863 est donc une année de succès pour sa famille. En effet, le 30 mars, son frère cadet le prince Georges est élu roi des Hellènes et monte sur le trône grec. Le 15 novembre, le roi Frédéric VII meurt et son père reçoit la couronne et prend le nom de Christian IX. De plus, sa sœur Dagmar est fiancée au tsarévitch de Russie. L'année suivante est une année de deuil. Le Danemark, ayant annexé en 1845 le Schleswig, le Holstein et le Lauenbourg qu'il gérait depuis 1815, la Prusse (qui entraîne l'Autriche dans ce qui constituera plus tard un piège) attaque ce petit pays et lui arrache une grande partie de son territoire. À la grande irritation de la reine Victoria et de la princesse héritière de Prusse, Alexandra et Albert-Edouard soutiennent le camp danois. La conquête prussienne des anciennes terres danoises intensifie la profonde aversion d'Alexandra pour les Allemands, un sentiment qu'elle conservera toute sa vie .

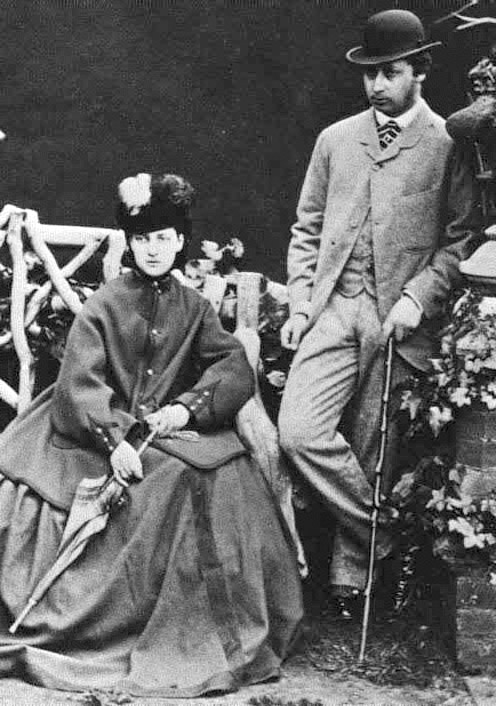
Alexandra et Albert-Edouard en 1863.

Le premier enfant d'Alexandra, Albert Victor, naît prématuré de deux mois au début de l'année 1864. Alexandra se consacre avec dévotion à ses enfants : "Elle était dans toute sa gloire quand elle pouvait courir jusqu'à la crèche, mettre un tablier de flanelle, laver elle-même les enfants et les voir dormir dans leurs petits lits." . Albert-Edouard et Alexandra ont six enfants en huit ans : Albert Victor (8 janvier 1864 - 14 janvier 1892), George (3 juin 1865 - 20 janvier 1936), Louise (20 février 1867 - 4 janvier 1931), duchesse de Fife, Victoria-Alexandra (6 juillet 1868 - 3 décembre 1935), Maud (26 novembre 1869 - 20 novembre 1938), reine de Norvège, et Alexander John (6 avril 1871 - 7 avril 1871). Tous les enfants d'Alexandra naissent apparemment prématurément, et le biographe Richard Hough pense qu'Alexandra induit délibérément la reine Victoria en erreur quant à ses dates d'accouchements, car elle refuse qu'elle y soit présente .

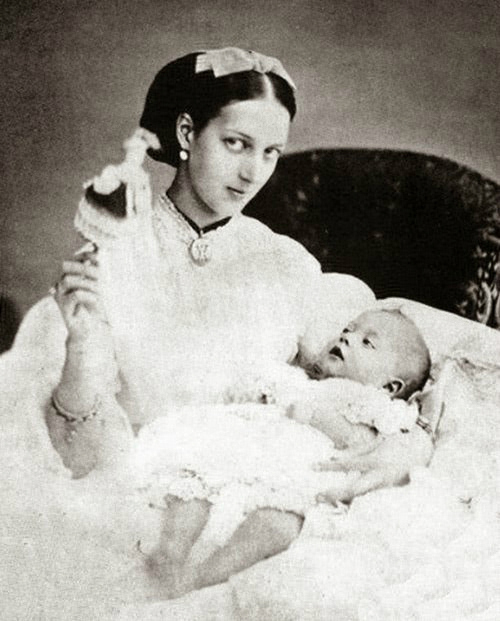
Alexandra et Albert Victor en 1864.

Après la naissance de son premier enfant en 1864, ses pratiques sportives et sa sociabilité provoquent quelques frictions entre la reine et le jeune couple, exacerbées par la haine d'Alexandra pour les Prussiens et la partialité de la souveraine envers eux . En 1867, après la naissance de son troisième enfant, les complications d'un rhumatisme articulaire aigu mettent sa vie en danger, et lui laissent des séquelles, elle boite en effet pour le reste de sa vie .
Albert-Edouard et Alexandra visitent l'Irlande en avril 1868. Après sa maladie de l'année précédente, elle commence à peine à remarcher sans l'aide de cannes et est déjà enceinte de son quatrième enfant . Le couple royal entreprend une tournée de six mois en Autriche, en Égypte et en Grèce entre 1868 et 1869, qui comprend des visites à son frère George Ier de Grèce, des champs de bataille de Crimée et, pour elle seule, du harem d'Ismaïl Pacha. En Turquie, elle devient la première femme à s'asseoir pour dîner avec le sultan Abdülaziz .
Bertie et Alix font de Sandringham House et Marlborough House leurs résidences préférées, et leur mariage est plutôt harmonieux. Cependant, Bertie n'accorde sans doute pas à sa femme et à ses enfants l'attention souhaitée, ce qui les éloigne graduellement, jusqu'à sa maladie sérieuse au début des années 1870, qui amène leur réconciliation . Cette version est contestée par des historiens, qui soulignent les grossesses fréquentes d'Alexandra tout au long de cette période et utilisent des lettres familiales pour nier l'existence de toute rupture grave . Néanmoins, le prince est sévèrement critiqué pour son manque apparent d'intérêt pour son fragile état de santé . Tout au long de leur mariage, Bertie continue d'avoir des maîtresses, dont l'actrice Lillie Langtry, Jennie Jerome, Daisy Greville, Agnes Keyser ou encore Alice Keppel. Alexandra est au courant de la plupart de ces relations et a ensuite permis à Alice Keppel de rendre visite à son mari sur son lit de mort . Elle reste elle-même fidèle tout au long de leur mariage .

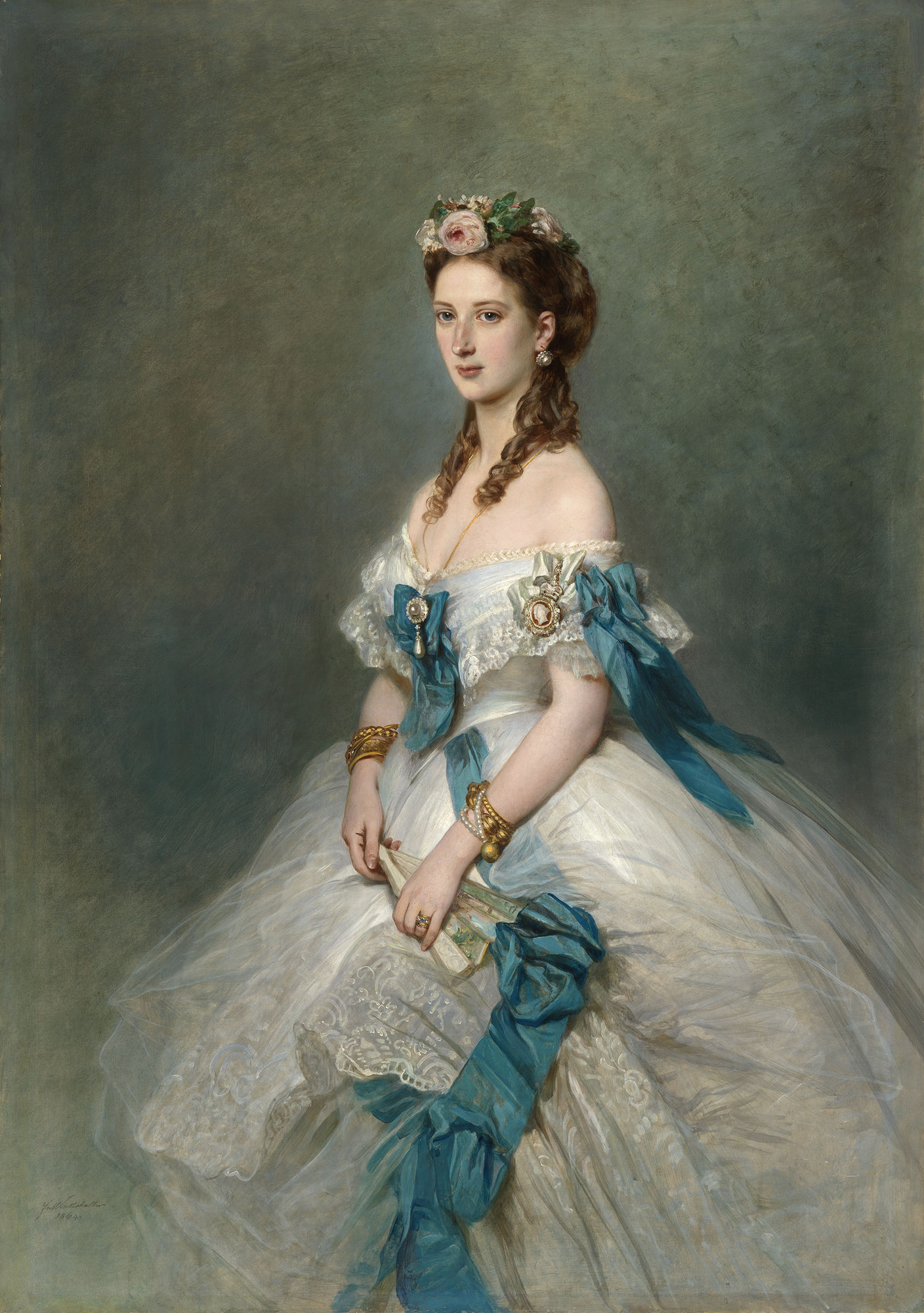
Alexandra de Danemark par Winterhalter en 1864.

Un degré croissant de surdité, causé par l'otospongiose héréditaire, conduit à l'isolement social d'Alexandra, et elle passe de plus en plus de temps chez elle avec ses enfants et ses animaux de compagnie . Sa sixième et dernière grossesse se termine par la naissance d'un fils à Sandringham en avril 1871, mais l'enfant meurt le lendemain. Malgré le souhait de discrétion d'Alexandra, la reine Victoria insiste pour annoncer une période de deuil de cour, ce qui conduit une partie de la presse à décrire la naissance comme "un avortement misérable" et les arrangements funéraires comme "une momification écœurante", même si l'enfant n'est pas enterré avec d'autres membres de la famille royale à Windsor, mais dans la plus stricte intimité au cimetière de Sandringham .
Alexandra passe le printemps 1877 en Grèce pour se remettre d'une maladie et rendre visite à son frère, le roi George de Grèce . Pendant la guerre russo-turque de 1877-1878, Alexandra est clairement partiale contre la Turquie et pour la Russie, où sa sœur est mariée au tsarévitch, et elle fait pression pour une révision de la frontière entre la Grèce et la Turquie en faveur des Grecs .
Alexandra et ses deux fils passent les trois années suivantes en grande partie séparés alors que les garçons sont envoyés en croisière à travers le monde dans le cadre de leur éducation. Leurs adieux sont larmoyants et, comme le montrent ses nombreuses lettres, ils lui manquent terriblement .
En 1881, Alexandra et Albert-Edouard se rendent à Saint-Pétersbourg après l'assassinat d'Alexandre II de Russie, à la fois pour représenter la Grande-Bretagne et pour qu'Alexandra puisse réconforter sa sœur, qui est désormais la tsarine .

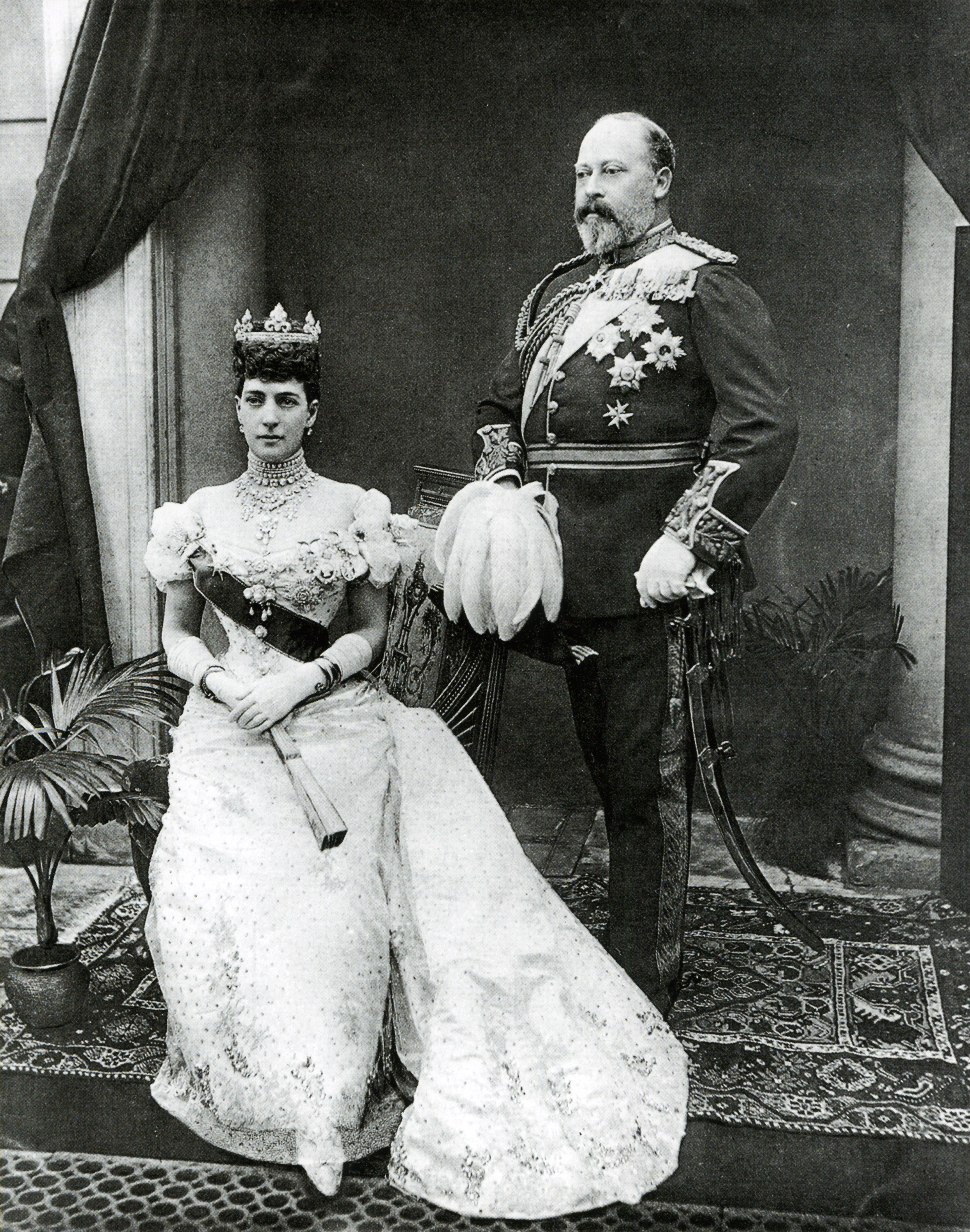
Le prince et la princesse de Galles en 1896.

Alexandra prend en charge de nombreuses responsabilités publiques, selon les mots de la reine Victoria, "pour m'épargner la tension et la fatigue des fonctions, elle ouvre des bazars, assiste à des concerts, visite des hôpitaux à ma place … non seulement elle ne se plaint jamais, mais fait tout pour prouver qu'elle apprécie ce qui pour d'autres serait un devoir fastidieux." . Elle a un intérêt particulier pour le Royal London Hospital, et le visite régulièrement. Joseph Merrick, dit "Elephant Man", est l'un des patients qu'elle a rencontré . Les foules acclament généralement Alexandra avec ravissement , mais lors d'une visite en Irlande en 1885, elle subit un rare moment d'hostilité publique à Cork, un foyer du nationalisme irlandais. Elle et son mari sont hués par une foule de deux à trois mille personnes brandissant des bâtons et des drapeaux noirs. Elle sourit durant toute la visite, que la presse britannique décrit sous un jour positif, qualifiant la foule d'"enthousiaste" . Le même jour, elle reçoit un doctorat en musique du Trinity College de Dublin .
La mort du prince Albert Victor en 1892 est un grave coup du sort pour la sensible Alix, qui tient à garder son bureau et ses affaires exactement comme il les a laissées, comme l'a d'ailleurs fait sa belle-mère après la mort de son époux, le prince Albert en 1861 . Elle déclare : "J'ai enterré mon ange et avec lui mon bonheur" . Les lettres entre Alexandra et ses enfants indiquent qu'ils sont mutuellement dévoués les uns aux autres .
En 1894, son beau-frère Alexandre III de Russie meurt et son neveu Nicolas II de Russie devient tsar. Sa sœur, l'impératrice douairière, se repose sur le soutien de la princesse de Galles. Alexandra, qui est allée en Russie accompagnée de son mari, dort, prie et reste aux côtés de sa sœur pendant deux semaines jusqu'à l'enterrement d'Alexandre . Le couple reste pour le mariage de Nicolas avec leur nièce Alix de Hesse-Darmstadt.

### Reine du Royaume-Uni (1901-1910)

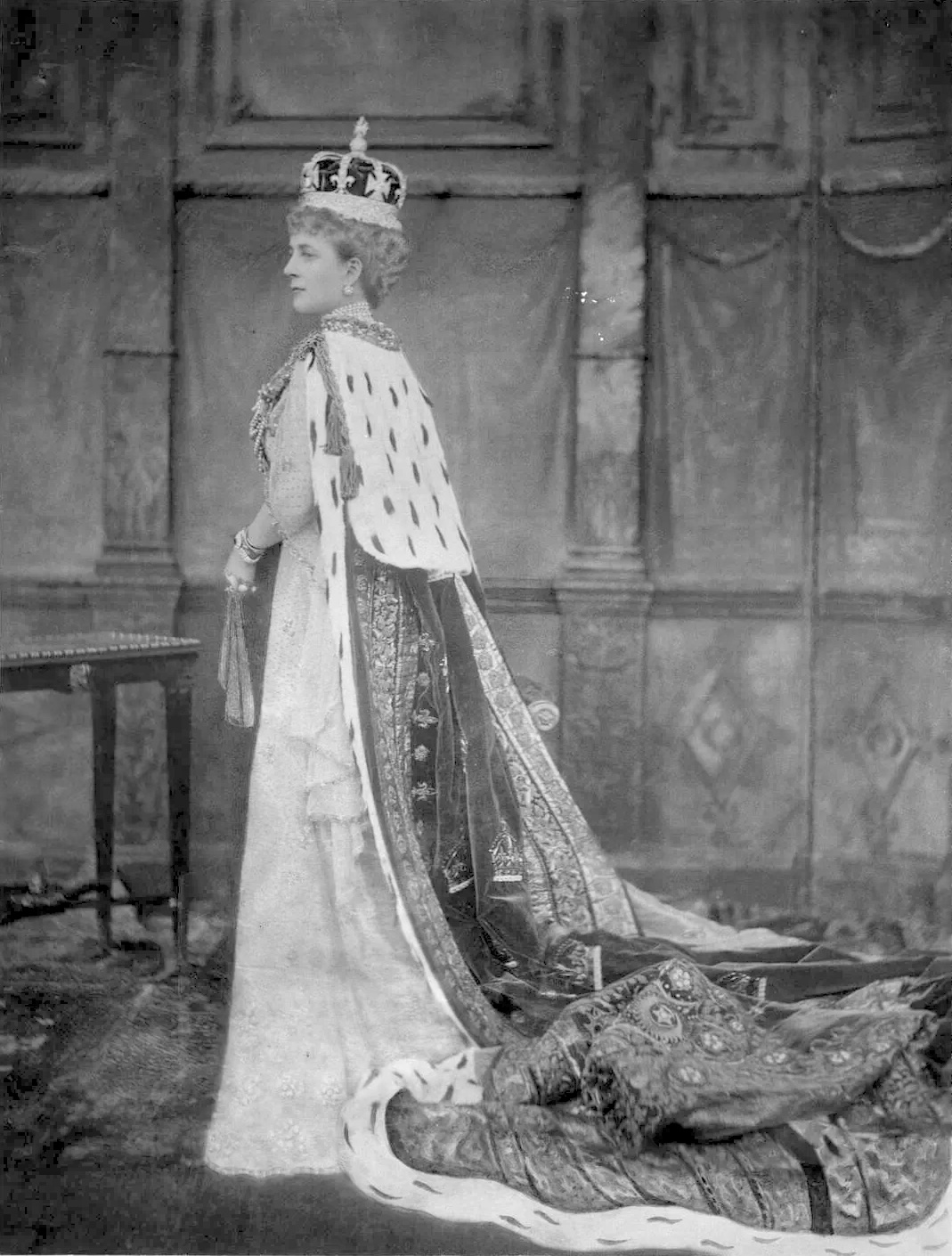
Portrait en 1902 par Alice Hughes.

À la mort de sa belle-mère, la reine Victoria, en 1901, Alexandra devient impératrice-reine. À peine deux mois plus tard, son fils George et sa belle-fille Mary partent pour une longue tournée de l'empire, laissant leurs jeunes enfants aux soins d'Alexandra et d'Edouard, qui adorent leurs petits-enfants. À leur retour, les préparatifs du couronnement d'Edouard et Alexandra à l'abbaye de Westminster sont bien avancés mais quelques jours seulement avant la cérémonie prévue en juin 1902, le roi souffre gravement d'une appendicite. Alexandra le remplace lors d'un défilé militaire et assiste aux courses de Royal Ascot sans lui, dans le but d'empêcher l'inquiétude du public. Finalement, le couronnement est reporté et Edouard subit une opération effectuée par Frederick Treves du Royal London Hospital pour drainer l'appendice infecté. Après son rétablissement, Alexandra et Edouard sont couronnés en août : lui par l'archevêque de Cantorbéry, Frederick Temple, et elle par l'archevêque d'York, William Dalrymple Maclagan.

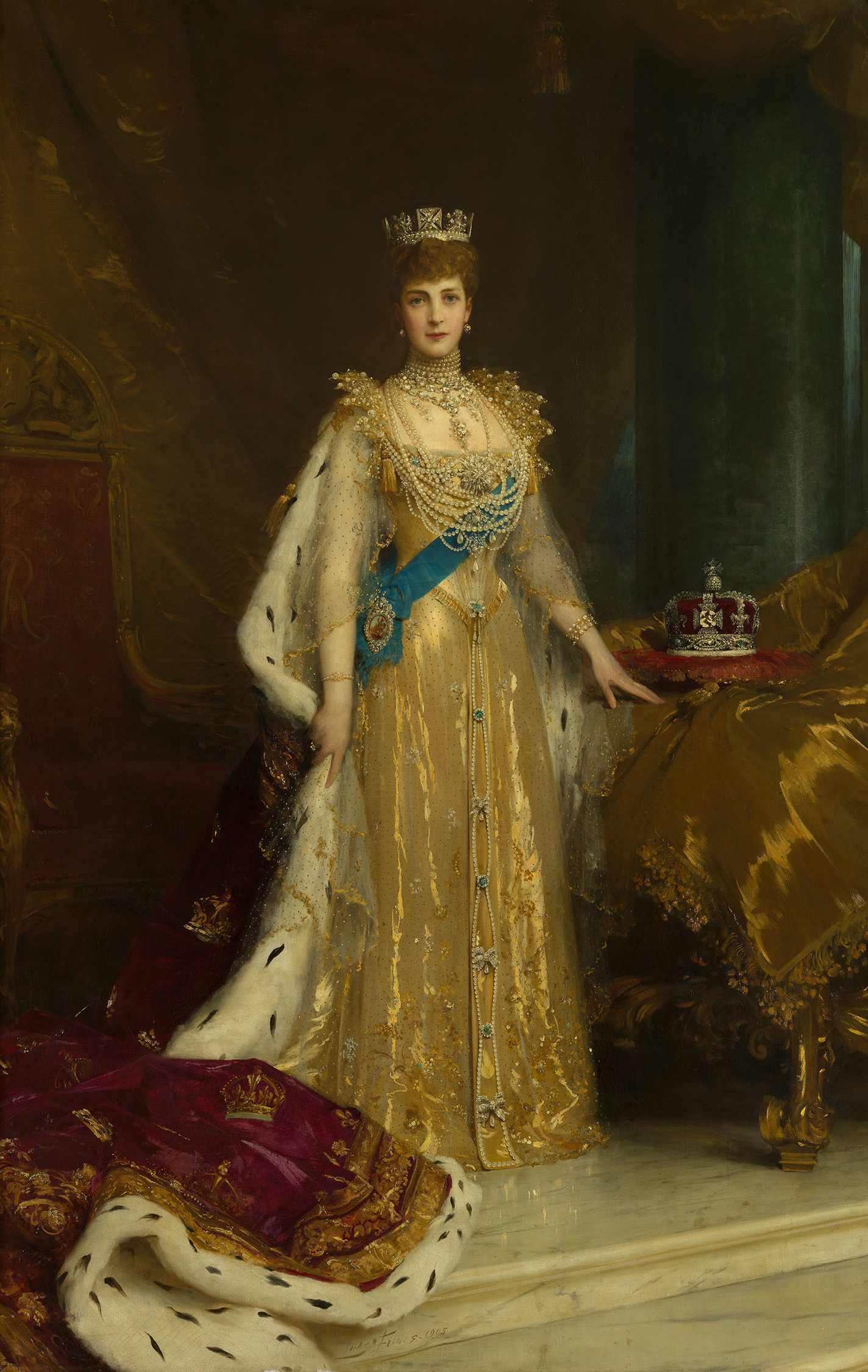
Alexandra par Luke Fildes, en 1905.

Bien qu'elle soit reine, les fonctions d'Alexandra changent peu et elle conserve la plupart de ses serviteurs. Sa femme de chambre, Charlotte Knollys, la sert loyalement pendant de nombreuses années. Le 10 décembre 1903, Charlotte Knollys se réveille pour trouver sa chambre pleine de fumée. Elle réveille Alexandra et la conduit en lieu sûr. Selon les mots de la grande-duchesse de Mecklembourg-Strelitz Augusta de Cambridge, « Nous devons remercier la vieille Charlotte d'avoir vraiment sauvé la vie d'Alexandra. ».

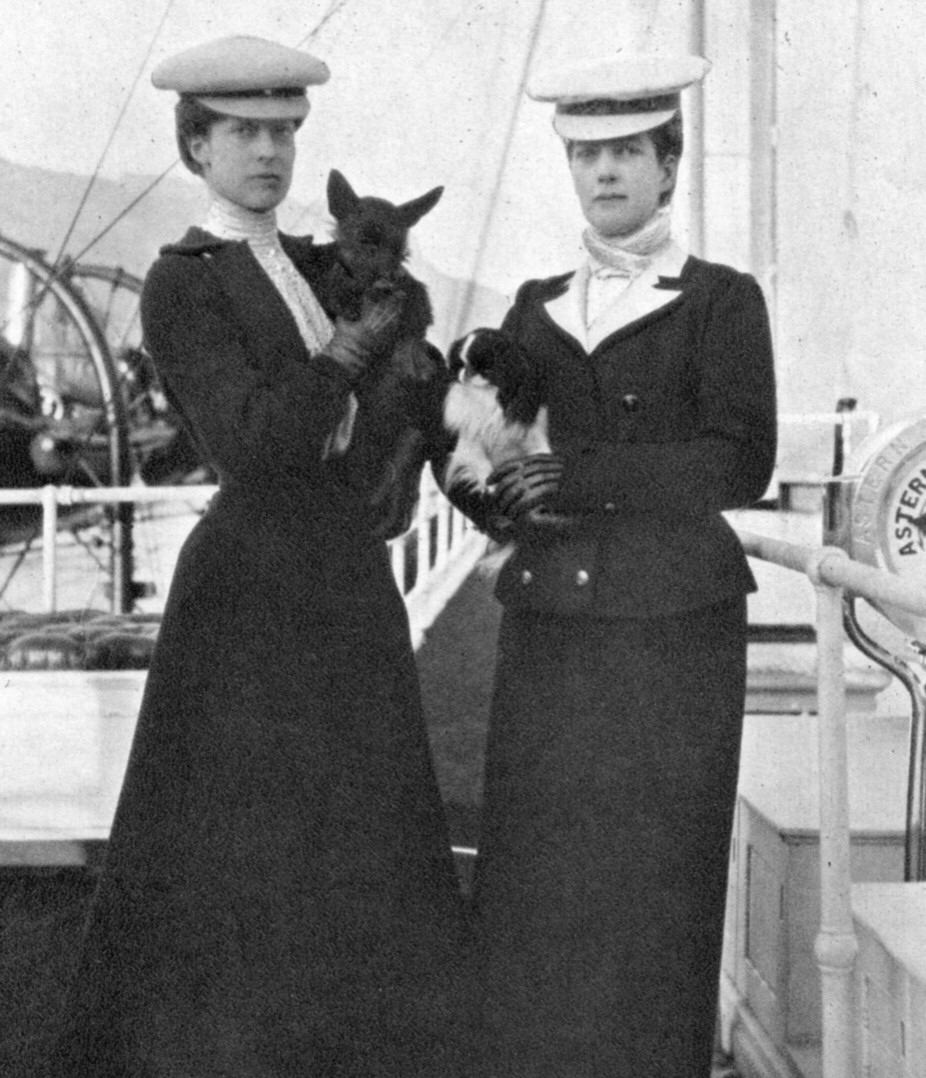
Alexandra (à droite) avec sa fille Victoria-Alexandra (à gauche) vers 1902.

Alexandra s'occupe à nouveau de ses petits-enfants lorsque George et Mary effectuent une deuxième tournée, cette fois en Inde, au cours de l'hiver 1905-1906. Son père, Christian IX de Danemark, meurt en janvier. En 1907, désireuses de conserver leurs liens familiaux, à la fois entre elles et avec le Danemark, Alexandra et sa sœur, l'impératrice douairière de Russie, achètent une villa au nord de Copenhague, Hvidøre.
Alexandra se voit refuser l'accès aux documents d'information du roi et est exclue de certaines de ses tournées à l'étranger pour l'empêcher de se mêler des affaires diplomatiques. Elle se méfie profondément des Allemands et s'oppose invariablement à tout ce qui favorise l'expansion ou les intérêts allemands. Par exemple, en 1890, Alexandra écrit un mémorandum, distribué aux diplomates britanniques et au personnel militaire, mettant en garde contre l'échange prévu de l'île britannique de la mer du Nord d'Helgoland contre la colonie allemande de Zanzibar, soulignant l'importance stratégique d'Helgoland qui pourrait être utilisé soit par l'Allemagne pour lancer une attaque, soit par la Grande-Bretagne pour contenir une agression allemande. Malgré cela, le traité Heligoland-Zanzibar est tout de même signé. Les Allemands fortifient l'île et, selon les mots de Robert Ensor elle « est devenue la clé de voûte de la position maritime de l'Allemagne tant pour l'offensive que pour la défense ». Le Frankfurter Zeitung est franc dans sa condamnation d'Alexandra et de sa sœur, l'impératrice douairière de Russie, affirmant que le duo représente « le centre du complot international anti-allemand ». Elle méprise et se méfie de son neveu, l'empereur Guillaume II, l'appelant en 1900 « notre ennemi intérieur ».
En 1910, Alexandra devient la première reine consort à visiter la Chambre des Communes lors d'un débat. Pendant deux heures, elle s'assoit dans la galerie des dames surplombant la chambre tandis que le Parliament Act 1911, visant à supprimer le droit de veto de la Chambre des Lords, est débattu. En privé, Alexandra n'est pas d'accord avec le projet de loi. Peu de temps après, elle part rendre visite à son frère, Georges Ier de Grèce, à Corfou. Pendant son séjour, elle apprend que le roi Edouard est tombé gravement malade. Alexandra revient aussitôt et n'arrive que la veille de la mort de son mari. Au cours de ses dernières heures, elle lui administre personnellement de l'oxygène à partir d'une bouteille de gaz pour l'aider à respirer. Elle dit à Frederick Ponsonby, « J'ai l'impression d'avoir été transformée en pierre, incapable de pleurer, incapable de saisir le sens de tout cela. ». Après la mort de son époux, le 10 mai 1910, Alexandra aurait confiée à lord Esher : « Enfin je saurai à l'avenir où il passe ses nuits. ». Plus tard cette année-là, elle quitte le palais de Buckingham pour Marlborough House, mais elle conserve la possession de Sandringham House. Le nouveau roi, le fils d'Alexandra, est bientôt confronté à une décision sur le projet de loi du Parlement. Malgré ses opinions personnelles, Alexandra soutient l'accord réticent de son fils à la demande du Premier ministre Herbert Henry Asquith de créer suffisamment de pairs libéraux après les élections générales si les Lords continuent de bloquer la législation.

### Reine douairière (1910-1925)

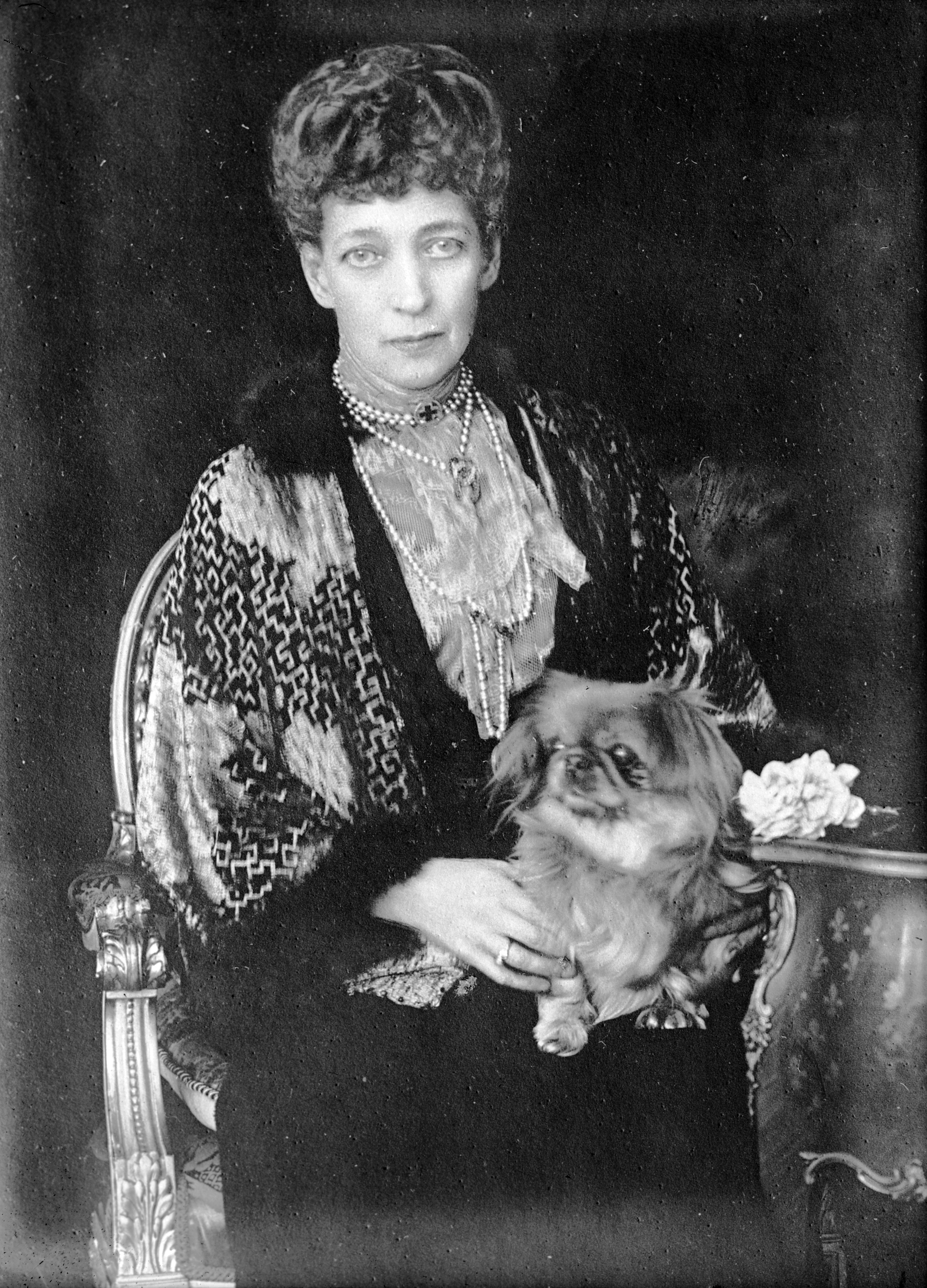
La reine Alexandra en 1923.

Alexandra n'assiste pas au couronnement de son fils George V en 1911 car il n'est alors pas d'usage qu'une reine couronnée assiste au couronnement d'un autre roi ou d'une autre reine, mais poursuit par ailleurs ses activités publiques, consacrant du temps à ses causes caritatives. L'une de ces causes est l'Alexandra Rose Day, où des roses artificielles fabriquées par des personnes handicapées sont vendues au profit d'hôpitaux par des femmes bénévoles.
Bien que tante maternelle par alliance du Kaiser Guillaume II, sa haine pour les Allemands, qu'elle partage avec sa sœur l'impératrice douairière, se renforce pendant la Première Guerre mondiale. Ainsi, lors de la guerre, la coutume d'accrocher les bannières des princes étrangers investis du plus haut ordre de chevalerie de Grande-Bretagne, l'Ordre de la Jarretière, à la chapelle Saint-Georges de Windsor, est critiquée, alors que les membres allemands de l'Ordre se battent contre la Grande-Bretagne. Alexandra se joint aux appels à « faire tomber ces bannières allemandes haineuses ». Poussé par l'opinion, mais contre son gré, le roi fait enlever les bannières ; mais à la consternation d'Alexandra, il retire non seulement « ces ignobles bannières prussiennes », mais aussi celles de ses parents hessois qui ne sont, à son avis, que « de simples soldats ou vassaux sous les ordres de ce brutal empereur allemand ». Le 17 septembre 1916, elle est à Sandringham House lors d'un raid aérien Zeppelin, mais de pires évènements arrivent à d'autres membres de sa famille. En Russie, son neveu le tsar Nicolas II est renversé et lui, sa femme et leurs enfants sont tués par des révolutionnaires. Sa sœur, l'impératrice douairière, est rapatriée d'Odessa en 1919 par le HMS Marlborough et emmenée en Angleterre, où elle vit quelque temps avec Alexandra avant de s'installer au Danemark.
Alexandra garde longtemps une apparence juvénile, mais pendant la guerre, son âge la rattrape. Elle commence à porter des voiles soignés et un maquillage lourd, et elle est décrite par les commérages comme ayant un visage « émaillé ». Elle ne fait plus de voyages à l'étranger et souffre de plus en plus de problèmes de santé. En 1920, un vaisseau sanguin de son œil éclate, la laissant temporairement et partiellement aveugle. Vers la fin de sa vie, sa mémoire et sa parole sont altérées. La reine Alexandra meurt le 20 novembre 1925, à Sandringham House, à l'âge de 80 ans des suites d'une crise cardiaque. Après des funérailles nationales, elle est inhumée dans un tombeau élaborée aux côtés de son mari, en la chapelle Saint-Georges du château de Windsor.

## Personnalité
Contrairement à son mari et sa belle-mère, Alexandra n'est jamais fustigée par la presse, en partie grâce à ses œuvres de charité, ce qui la rend aussi très populaire auprès du grand public. Ainsi, les fonds qu'elle aide à collecter sont utilisés pour acheter un bateau, appelé Alexandra, pour transporter les blessés pendant la Guerre des mahdistes, et pour aménager un navire-hôpital, nommé The Princess of Wales, pour ramener les blessés de la seconde guerre des Boers. Pendant la guerre des Boers le Queen Alexandra's Royal Army Nursing Corps est fondé en vertu d'un mandat royal.
Alexandra n'a pas une grande compréhension de l'argent. La gestion de ses finances est laissée entre les mains de son fidèle contrôleur, Sir Dighton Probyn, qui endosse un rôle similaire pour son mari. Selon les mots de son petit-fils, Édouard VIII, « sa générosité était une source d'embarras pour ses conseillers financiers. À chaque fois qu'elle recevait une lettre sollicitant de l'argent, un chèque était envoyé par la poste suivante, quelle que soit l'authenticité de la demande et sans faire enquêter sur l'affaire ». Même si elle n'est pas toujours extravagante (elle fait raccommoder ses vieux bas pour les réutiliser et ses vieilles robes sont recyclées en housses de meubles), elle rejette les protestations contre ses dépenses importantes d'un geste de la main ou en affirmant qu'elle n'a pas entendu.

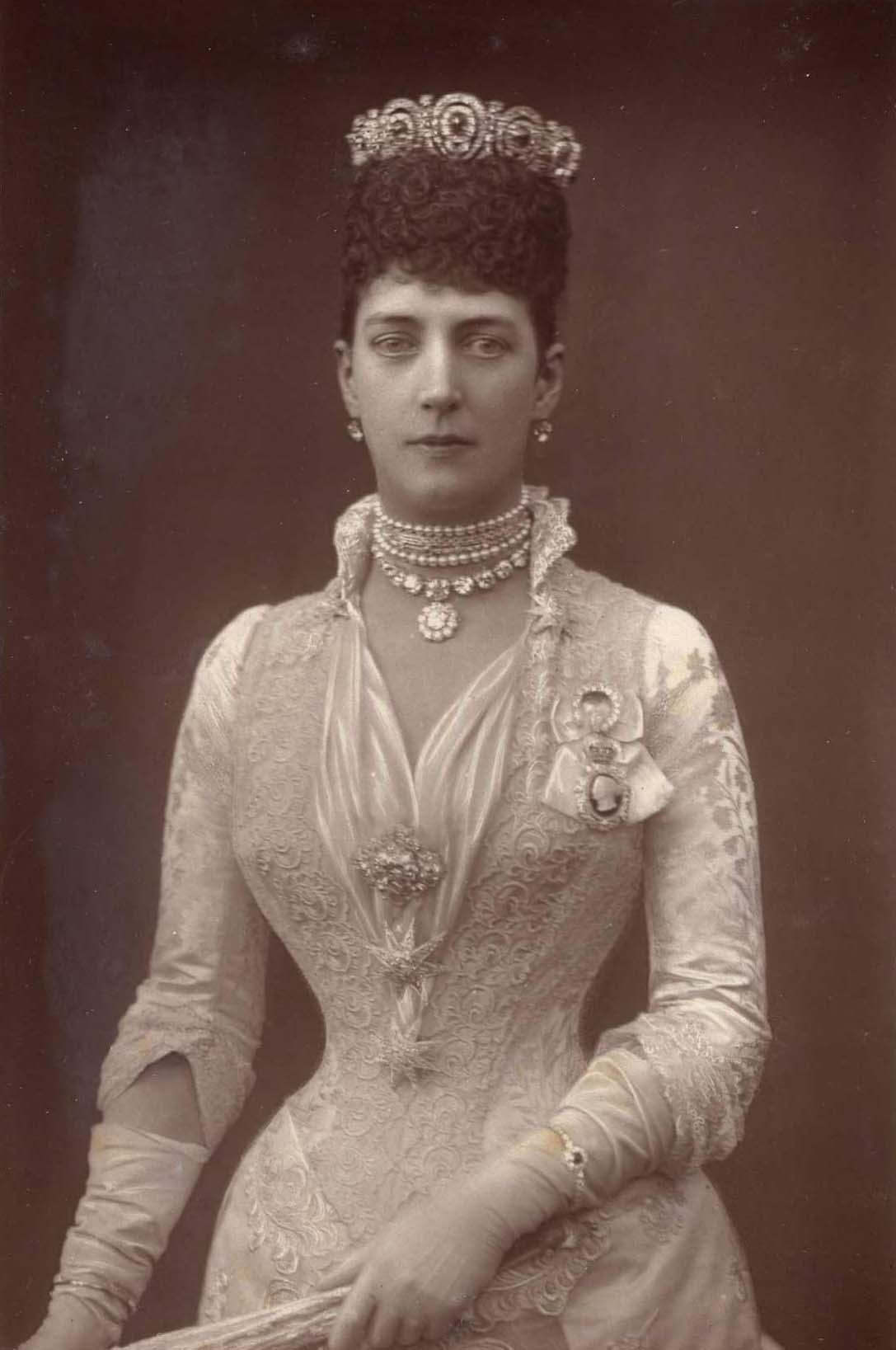
Alexandra vers 1889.

Le style d'Alix contraste avec celui des autres têtes couronnées britanniques. En public, elle est digne et charmante, en privé, elle est affectueuse et joyeuse. Elle apprécie des activités comme la danse ou le patinage, et reste une cavalière experte. Pour cacher une petite cicatrice au cou, probablement le résultat d'une opération d'enfance, elle porte des colliers ras de cou conçus exprès pour elle, des foulards et des robes à haut col, lançant des modes pendant près de cinquante ans, dont peu de gens à l'époque soupçonnent la véritable origine. L'effet d'Alexandra sur la mode est si profond que les dames de la haute société copient même sa démarche boiteuse, connue sous le nom de « claudication d'Alexandra »,, après que sa grave maladie en 1867 l'a laissée avec une jambe raide. Elle se fournit principalement chez les maisons de couture de Londres, sa préférée étant Redfern, mais elle commande occasionnellement chez Doucet et Fromont de Paris. Vers 1880, la robe princesse, nommée en l'honneur de la princesse Alexandra, bénéficie d'un succès éphémère, rompant avec la traditionnelle robe à crinoline pour épouser la forme du corps.

## Postérité
Après son mariage avec le prince de Galles en 1863, un nouveau parc et un centre d'exposition et d'art en construction dans le nord de Londres sont rebaptisés Alexandra Palace et Alexandra Park pour lui rendre hommage. Il y a au moins soixante-sept routes et rues dans le seul quartier du Grand Londres appelées Alexandra Road, Alexandra Avenue, Alexandra Gardens, Alexandra Close ou Alexandra Street, toutes nommées d'après elle. Le pont Queen Alexandra à Sunderland est inauguré en 1909.
Le Queen Alexandra Memorial sculpté par Alfred Gilbert est dévoilé lors de l'Alexandra Rose Day, le 8 juin 1932, à Marlborough Gate. Une ode à sa mémoire, "So many true princesses who have gone", composée par le Maître de musique du roi Sir Edward Elgar et écrite par le Poète lauréat John Masefield, est chantée à la cérémonie.
Alexandra est interprétée à la télévision par Deborah Grant et Helen Ryan dans Edward the King, par Ann Firbank dans Lillie, par Maggie Smith dans All the King's Men, et par Bibi Andersson dans The Lost Prince. Au cinéma, elle est interprétée par Helen Ryan encore une fois en 1980 dans The Elephant Man, par Sara Stewart en 1997 dans La Dame de Windsor, et par Julia Blake en 1999 dans Passion. Dans une pièce de théâtre de 1980 de Royce Ryton, Motherdear, elle est interprétée par Margaret Lockwood.

## Titulature
Si son mari a été dépassé par leur arrière-arrière-petit-fils, le roi Charles III, le 11 septembre 2017, elle reste la princesse de Galles à avoir porté le plus longtemps ce titre (37 ans, 10 mois et 12 jours).
Elle porta successivement les titres de :
- Son Altesse Sérénissime la princesse Alexandra de Schleswig-Holstein-Sonderbourg-Glücksbourg (1 décembre 1844 - 31 juillet 1853)
- Son Altesse la princesse Alexandra de Danemark (31 juillet 1853 - 21 décembre 1858)
- Son Altesse Royale la princesse Alexandra de Danemark (21 décembre 1858 - 10 mars 1863)
- Son Altesse Royale la princesse de Galles (10 mars 1863 - 22 janvier 1901)
- Sa Majesté la reine (22 janvier 1901 - 6 mai 1910)
  - En Inde: Sa Majesté Impériale la reine-impératrice (22 janvier 1901 - 6 mai 1910)
- Sa Majesté la reine Alexandra (6 mai 1910 - 20 novembre 1925)

## Distinctions
- 1863 : Dame de l'ordre royal de Victoria et Albert (première classe)
- 23 juin 1863 : Dame de l'ordre royal de Sainte-Isabelle de Portugal[90]
- 25 mai 1865 : Dame de l'Ordre de Sainte-Catherine[91]
- 11 février 1872 : Dame de l'Ordre de la Reine Marie-Louise[92]
- 1876 : Dame de justice du Très vénérable ordre de Saint-Jean [93]
- 8 janvier 1878 : Dame de l'ordre de la Couronne d'Inde
- 1886 : Dame de l'ordre de Louise
- 1er juillet 1889 : Dame de l'Ordre du Lion d'or
- 12 février 1901 : Dame de l'Ordre de la Jarretière, elle est la première femme depuis 1488 à recevoir cet honneur [94]
- Juin 1902 : Dame de l'Ordre de la Couronne précieuse, qui lui est remis par le prince Komatsu Akihito au nom de l'empereur Meiji [95]
- Juin 1902 : Dame de l'Ordre d'Aftab
- Juin 1902 : Dame de l'Ordre de la Charité [96]
- 1904 : Dame grand-croix de l'Ordre d'Élisabeth
- 1er janvier 1918 : Dame grand-croix de l'ordre de l'Empire britannique [97]